# 楊貴遷
楊貴遷（？—？），字升叔，第七任播州土司，其活躍年代位於北宋時期。
據宋濂《楊氏家傳》記載，楊貴遷是太原人，與楊端同族。其父楊充廣，是北宋將領楊業的曾孫、莫州刺史充本州防御史楊延朗之子。楊充廣曾持節廣西，與第六代土司楊昭通譜。因楊昭無子，楊充廣以其子楊貴遷過繼於楊昭，後來楊貴遷繼承了土司之位。而《續遵義府志·雜記》引《楊氏族譜》記載，楊昭以楊延朗為嗣子，楊延朗時同治羅氏收養了楊端嫡系後裔楊貴遷，在楊延朗之子楊克廣繼位五年後襲位。不過，近代學者多認為此係明朝時期捏造的，楊貴遷實為漢化的羅族（彝族）。
楊貴遷被北宋授予武功大夫、德州刺史的官職。慶曆、皇祐年間，儂智高叛亂，攻打邕州。楊貴遷向北宋朝廷提議效仿西漢攻打南越時候的那樣，通夜郎、浮牂牁，出其不意地襲擊儂智高，播州兵願意充當先鋒。即以泸次于南川，得暴疾。將要回播州的時候，被叔父派南川钜族赵隆襲殺，一說被水西羅閩部族攻殺。
楊貴遷有三子：楊光震、楊光榮、楊光明。長子楊光震繼承土司之位。